# Tetrodotoxina
La tetrodotoxina, generalmente abreviada como TTX, es una neurotoxina mortal de acción potente y rápida, derivada de las quinazolinas, de origen principalmente marino. A pesar de producir anualmente miles de intoxicaciones y varias muertes, ha mostrado eficacia en varios ensayos clínicos fase II y III para el tratamiento del dolor asociado a cáncer.

## Características
Se trata de un compuesto amino (una perhidroquinazolina) con un peso molecular de 319 Da. Es una base monoacídica con un pKa de 8,5 en solución acuosa. Es soluble en agua, pero se descompone fácilmente en condiciones fuertemente ácidas o alcalinas siendo estable en un amplio rango de pH(3-8,5).
La toxicidad puede ser anulada por la acción de hidróxido de sodio al 2% durante 90 minutos. Debido a que la toxina no es proteica, es relativamente estable al frío y al calor. La molécula tiene una estructura tricíclica y contiene un grupo guanidino cargado positivamente.